# Homophilie des réseaux
L'homophilie des réseaux se fonde sur la théorie des réseaux, dans laquelle un nœud a une probabilité plus élevée à se joindre avec un nœud avec des attributs similaires au premier.
L'homophilie des réseaux se voit très bien dans les réseaux sociaux et animaux et depuis les années 2000 dans les réseaux socionumériques où elle est source de biais et de défis pour la cohabitation culturelle et le dialogue interculturel ; elle peut conduire à l’exclusion, à la discrimination ou à la stigmatisation de minorités ou de personnes différentes, et empêcher les processus de reconnaissance et l’acceptation des différences.
C'est une caractéristique des réseaux qui est souvent à l'origine de regroupements ou « clusters ».
L'homophilie détermine souvent la vitesse de diffusion de l'information dans un réseau.

## Homophilie à 2-types
Mathématiquement, et dans le domaine des sciences de l'information et de la communication, on peut quantifier l'homophilie assez simplement dans un réseau simple avec 2 types de « nœuds » en regardant la probabilité du type.
Si l'on a deux types A et B:
{\displaystyle P(A)=p}
{\displaystyle P(B)=1-p}
Dans une distribution d'arêtes aléatoires, la probabilité d'une arête entre A et B serait donc:
{\displaystyle P(A,B)=2p(1-p)}
Donc, si {\displaystyle P(A,B)<<2p(1-p)} , on a un cas d'homophilie élevé.

## Homophilie, biais cognitif dans les réseaux sociaux et notamment socionumériques
Dans le contexte de l'étude des réseaux socionumériques (apparus avec l'avènement du Web 2.0), l'homophilie (« l'amour du semblable » en grec) désigne la tendance naturelle de la plupart des utilisateurs à s'associer avec des personnes partageant leurs opinions, croyances ou vision du monde.
Stéphanie Lukasik et David Galli en 2022 soulignent que comme le montre Dominique Wolton en 2012, les humains se socialisent aussi grâce à leurs différences et incompréhensions ou fausses croyances.
L'homophilie, si elle est exacerbée sur les réseaux socionumériques, réduit les différences (« plus on renforce l'homophilie par l'automatisation de l'information, plus on s'éloigne de la « pluralité » » alertait D. Wolton (sociologue français, directeur de recherche au CNRS, spécialiste des médias et de la communication) en 2009. Les utilisateurs-récepteurs deviennent adeptes de la personnalisation de leur quotidien informationnel, façonné à leur image. Les informations leur ressemblent. Ils semblent auto-engendrer l'actualité dans des groupes de plus en plus fermés. Ce processus nourrit également des algorithmes prédictifs et certaines IA.
Quand certains leaders d'opinion émergent en proposant une information commentée ressentie comme proche des utilisateurs-récepteurs (ils incluent les « influenceurs ») ; ces derniers préfèrent alors cette information, qui cependant les écartent de la différence en les confinant peu à peu dans une bulle faite de ressemblances plutôt que de dissonances ; et de leur côté les leaders d'opinion (grands médias notamment) préfèrent la diffusion d'informations générales à la production d'informations « différentes », de terrain, dont pour des contraintes de coûts et de simplicité d'agenda, reprenant le fil des dépêches et les communiqués de presse, avec de moins en moins de modifications et de vérification journalistique alors que la précarité gagne les rédactions en perte de revenus publicitaires (revenus détournés par le Web). Cette précarité éloigne le média d'information du terrain, de l'enquête sur le temps long, des rencontres avec les acteurs, alors que les médias se soumettent aux règles algorithmiques et publicitaires, tacites ou non, des plateformes, et à partir de 2022 à l'IA générative émergente.
Cette tendance à l'homophilie peut être renforcée par divers moyens, et notamment par le jeux des algorithmes et par ce que Vincent Bullich nomme « délégation logicielle » (i.e le processus par lequel des journalistes (par exemple du site meltygroup) confient une partie de leurs tâches à des algorithmes, des plateformes et/ou des applications chargés d'optimiser la production, la diffusion et la monétisation des contenus informationnels, publicitaires ou de propagande en adaptant la forme et les titres des contenus aux attentes supposées ou programmées des publics, aux demandes des annonceurs d'autres clients et du propriétaire du média, ainsi qu'aux contraintes du marché. Les pratiques rédactionnelles sont alors plus standardisées, rapides automatisées et quantifiées, avec souvent une utilisation, parfois grossière du Nudge marketing et de titres putaclics, posant des questions éthiques, professionnelles et épistémologiques sur le rôle et la responsabilité de l'homophilie dans l'information et la désinformation à l'ère du numérique.

### Homophilie comme biais cognitif
L'homophilie est la tendance à s'associer avec des personnes qui partagent nos affects, nos opinions, nos valeurs ou nos caractéristiques. Ce phénomène, par exemple été étudié par Paul F. Lazarsfeld, peut expliquer pourquoi, dans les réseaux sociaux, politiques et religieux, les individus et groupes humains sont plus enclins à croire et à diffuser des informations qui confirment leurs croyances, même quand elles sont sans fondements, fausses, trompeuses, manipulées ou manipulatrices.
L'homophilie crée ainsi ce que les sociopsychologues nomment des « chambres d'écho » où la diversité des points de vue est réduite et où la désinformation peut se propager plus facilement que dans le contextes de débats organisés ou basés sur les faits et les preuves scientifiques.
L'homophilie est un biais cognitif connu pour être très présent dans les réseaux sociaux, et qui a aussi parfois pu « contaminer » la phase initiale du deep learning de nombreuses intelligences artificielles génératives (IAg), quand elle sont formées sur des corpus comme twitter ou facebook. Ce type de biais cognitif est connu pour grandement favoriser la désinformation et sa large et rapide diffusion.

### L'homophilie et la désinformation
Il a été montré que l'homophilie, dans ce contexte est l'un des facteurs qui favorisent la diffusion de la désinformation sur les réseaux sociaux, car elle réduit les incitations à vérifier la source et la véracité des contenus.

### Rôle des plateformes de réseaux sociaux
Ces plateformes en ligne, pour des raisons commerciales et de résistance à la concurrence, ont développé, via leurs algorithmes, un intérêt à susciter et entretenir des « chambres d'écho » ou des « bulles de filtrage » qui renforcent l'homophilie, ces bulles augmentant l'« engagement » des utilisateurs et donc le temps passé (Temps de cerveau humain disponible) sur la plateforme.
Elles tendent aussi à recommander des contenus extrêmes ou politiquement polarisés, complotistes et parfois violents (racistes, sexistes…), qui sont plus susceptibles de contenir de la désinformation.

### Politiques de régulation
Plusieurs types de régulations sont souvent évoquées pour limiter les effets néfastes de l'homophilie et de la désinformation : 
- la transparence sur la provenance des contenus, leur contextualisation ;
- la censure des contenus extrêmes, frauduleux ou mensongers ;
- la régulation des algorithmes des plateformes (pour réduire la ségrégation idéologique)
- l'éducation aux médias (y compris aux médias sociaux).